# Hanahanita
La hanahanita és un mineral de la classe dels òxids.

## Característiques
La hanahanita és un òxid de fórmula química [Zn₈(OH)14(SO₄)]·3H₂O. Va ser aprovada com a espècie vàlida per l'Associació Mineralògica Internacional l'any 2022, i publicada a les darreries de 2023. Cristal·litza en el sistema hexagonal.
Les mostres que van servir per a determinar l'espècie, el que es coneix com a material tipus, es troben conservades a les col·leccions mineralògiques del Museu d'Història Natural del Comtat de Los Angeles, a Los Angeles (Califòrnia) amb els números de catàleg: 76212, 76213 i 76214.

## Formació i jaciments
Va ser descoberta a la mina Redmond, situada a Waterville Lake, dins el comtat de Haywood (Carolina del Nord, Estats Units). També ha estat descrita a la localitat de Langelsheim, al districte de Goslar (Baixa Saxònia, Alemanya). Aquests dos indrets són els únics de tot el planeta on ha estat descrita aquesta espècie mineral.